# Tabernaemontana polyneura
Tabernaemontana polyneura är en oleanderväxtart som först beskrevs av George King och Gamble, och fick sitt nu gällande namn av D.J.Middleton. Tabernaemontana polyneura ingår i släktet Tabernaemontana och familjen oleanderväxter. Inga underarter finns listade i Catalogue of Life.